# Hälla (landområde)
En hälla (eller häll) är en mindre ö som är ett jämnt och slätt litet berg. Enligt boken Skärgårdsnamn ligger ”Hällarna” ute i sjön eller just vid stranden; i en mängd besläktade fall är det fråga om namn på släta berg högt uppe i land.

## Orter och platser där hälla eller häll ingår i namnet

### Finland
Grundnamnen på -häll(a) är sammanlagt omkring 900 namn i Finlands kustskärgårdar. Några exempel är 
- Borgö hällen i Hammarland, Åland
- Sikhällen i Saltvik, Åland
- Gudingshällen i Vårdö, Åland
- Helgskärs hällarna i Hitis, Kimitoö
- Träsköhällen, Kyrkslätt
- Svarthällen, Pellingen, Borgå
- Själahällan i Öja, Karleby
- Storhällan i Solf, Korsholm
- Rödhällan i Närpes